# クラウジオ・バチスタ・ドス・サントス
クラウジーニョ（Claudinho）またはクラウジーニョ・バチスタ（Claudinho Batista）ことクラウジオ・バチスタ・ドス・サントス（Claudio Batista dos Santos、1967年4月19日 - ）は、ブラジル・サンパウロ州ピラシカーバ出身のサッカー選手、サッカー指導者。選手時代のポジションはフォワード。

## 経歴
選手としてキンゼ・デ・ピラシカーバ、ポンチ・プレッタ、ブラガンチーノ、パラナ・クルーベ、セレッソ大阪、イトゥンビアラでプレーした。セレッソ大阪には1997年7月に加入し、7月30日に行われたJリーグ2ndステージ開幕戦のヴィッセル神戸にてJリーグ初出場と初ゴールを記録。半年間で16試合に出場して8ゴールをあげた。
指導者としてはモジミリン、キンゼ・デ・ピラシカーバで監督を務め、ほかにバルセロナEC、アラポンガス、グレミオ・バルエリ、サンタクルゼンセ、マリーリアで指導経験がある。

## 個人成績
| 国内大会個人成績 | 国内大会個人成績 | 国内大会個人成績 | 国内大会個人成績 | 国内大会個人成績 | 国内大会個人成績 | 国内大会個人成績 | 国内大会個人成績 | 国内大会個人成績 | 国内大会個人成績 | 国内大会個人成績 | 国内大会個人成績 |
| 年度             | クラブ           | 背番号           | リーグ           | リーグ戦         | リーグ戦         | リーグ杯         | リーグ杯         | オープン杯       | オープン杯       | 期間通算         | 期間通算         |
| 年度             | クラブ           | 背番号           | リーグ           | 出場             | 得点             | 出場             | 得点             | 出場             | 得点             | 出場             | 得点             |
| 日本             | 日本             | 日本             | 日本             | リーグ戦         | リーグ戦         | リーグ杯         | リーグ杯         | 天皇杯           | 天皇杯           | 期間通算         | 期間通算         |
| ---------------- | ---------------- | ---------------- | ---------------- | ---------------- | ---------------- | ---------------- | ---------------- | ---------------- | ---------------- | ---------------- | ---------------- |
| 1997             | C大阪            | 27               | J                | 16               | 8                | 0                | 0                | 2                | 2                | 18               | 10               |
| 通算             | 日本             | 日本             | J                | 16               | 8                | 0                | 0                | 2                | 2                | 18               | 10               |
| 総通算           | 総通算           | 総通算           | 総通算           | 16               | 8                | 0                | 0                | 2                | 2                | 18               | 10               |